# Plaza Ramón Castilla (Lima)
La plaza Ramón Castilla, conocida como plaza Unión, es un óvalo ubicado en la ciudad de Lima, capital del Perú. Se ubica en la intersección de las avenidas Alfonso Ugarte, Emancipación y Argentina. Asimismo, contiene un monumento al personaje del que lleva su nombre.